# یانگ (آریزونا)
یانگ (به انگلیسی: Young) یک منطقهٔ مسکونی در ایالات متحده آمریکا است که در شهرستان جیلا، آریزونا واقع شده‌است. یانگ ۱۲۳٫۸۶ کیلومتر مربع مساحت و ۹٬۶۵۵ نفر جمعیت دارد و ۱٬۵۸۰٫۱ متر بالاتر از سطح دریا واقع شده‌است.